# Minlotsen
Minlotsen är en svensk dramafilm från 1915 i regi av Mauritz Stiller. 

## Om filmen
Filmen premiärvisades 15 november 1915 på Cosmorama i Göteborg. Filmen spelades in med endast exteriörscener från Landsorts lotsplats av Hugo Edlund. 

## Roller i urval
- Lili Bech - Maria, en fiskarflicka
- Nicolay Johannsen - Hennes fästman, minlots
- Sven Bergvall - Murray, miljonär, ägare av lustjakt
- Gunnar Norberg